# حجر الضحك (رواية)
حجر الضحك هي رواية عربية كتبتها الكاتبة اللبنانية هدى بركات عام 1990 أثناء الحرب الأهلية اللبنانية. وترجمت صوفي بينيت الكتاب إلى اللغة الإنجليزية. حصلت الرواية على جائزة الناقد كأول كتاب لمؤلف عربي تكون شخصيتهة الرئيسية مثلية الجنس.
- خليل - بطل الرواية، شاب يكافح باستمرار بسبب طبيعته المثلية ورغبته في أن يتقبله الآخرون.
- ناجي- صديق خليل أصيب برصاص قناص بسبب تورطه مع بعض الجماعات المسلحة.
- يوسف- ابن عم خليل الذي مات في قتال شوارع قرب نهاية الرواية.
- نايف - صديق خليل الذي يعمل في احدى الصحف.
- السيدة إيزابيل - والدة ناجي التي تقنعه بمغادرة بيروت معها.
- الأخ - صديق نايف، مثلي الجنس مثل خليل.
- مصطفى- وكيل عقارات وتاجر أسلحة يعمل مع خليل ولاحقاً لصالحه. كما يُدعى العريس.

## استقبال دولي
حصلت الرواية على جائزة الناقد المرموقة ولاقت استحسانًا واسعًا، وكان لها مع ذلك منتقديها أيضًا. تقترح هدى بركات في روايتها أنه بينما يتحدث الرجال باستمرار عن السياسة والحرب، عادةً ما تتحدث النساء عن أمور عادية. تُصورّ النساء في الرواية على أنهن محظوظات من ناحية، لأنهن على عكس خليل لا يضطررن إلى اختيار جانب في النزاعات السياسية. ويُصور حديثهم مع ذلك من ناحية أخرى أحيانًا على أنه سطحي ومبتذل. أدت تلك الآراء إلى ظهور انتقادات بأن وجهات نظرها مناهضة للنسوية.

## تمثلات الجسد في الرواية
يتم التركز على كيفية تمثيل الجسد في الرواية ضمن سياق الكتابة النسوية. وتتناول العلاقة بين الجسد والهوية، وتُبرز كيف يُعبّر الجسد عن الاغتراب والانكسار في ظل الحرب والاضطرابات النفسية. 

## تحليل نقدي للرواية
تتحدث هدى بركات عن شخصيات رواياتها، مشيرةً إلى أن الرجال فيها غالبًا ما يكونون ضعفاء. وتُوضح أن هذا الضعف يعكس الواقع الذي عاشته خلال الحرب الأهلية اللبنانية، حيث كانت الشخصيات الذكورية تعاني من التشتت والضياع، وقد تنوعت باستخدام  المجاز وأشارت إليه بـ“الرجل الخنثى” كرمز لمجتمع مختبر بالحرب، حيث تتداخل الأدوار وتضيع الحدود بين الهويات.